# البناء (المخادر)

تعديل مصدري - تعديل

البناء محلة تابعة لقرية القبعة، التابعة لعزلة بني سرحة بمديرية المخادر إحدى مديريات محافظة إب في الجمهورية اليمنية، بلغ تعداد سكانها 156 حسب تعداد اليمن لعام 2004.